# Улица Вострецова
Улица  Вострецо́ва (баш. Вострецов урамы) — улица в городе Бирск, Республика Башкортостан, Россия. Код ОКАТО: 80415000000. Индекс: 452451. Координаты улицы: 55.411363, 55.531515.
На улице Вострецова сто шестьдесят пять домов.
Прежнее название — улица Ветеринарная. Переименовано решением администрации города Бирска № 6 от 12.03.1964 в улицу Вострецова в честь Вострецова Степана Сергеевича (1883—1932), уроженца  села Казанцево Бирского уезда,   советского военачальника, большевика, участника Первой мировой войны и Гражданской войны.